# Левенсон, Осип Яковлевич
Осип Яковлевич Левенсон (ок. 1845, Одесса — 1892, Москва) — музыкальный критик, присяжный поверенный округа московской судебной палаты.

## Биография
Происходил из одесских евреев. Его сестра, Анна Яковлевна Александрова-Левенсон (1856—1930) — ученица П. И. Чайковского, жена провизора, фармаколога и химика  Н. А. Александрова, мать композитора А. Н. Александрова.
Левенсон окончил юридический факультет Московского университета в 1864 году со званием кандидата прав. Был назначен на должность судебного следователя при Владимирском окружном суде. Последние годы своей жизни он посвятил адвокатской практике в Москве, в том числе работал присяжным поверенным округа московской судебной палаты.
Помимо адвокатской практики, в число увлечений Левенсона в Москве входила театральная антреприза. В Москве Левенсон также основал Пушкинский драматический театр, который содержал с женой Анной Алексеевной (сценический псевдоним Бренко) с 9 сентября 1880 года. Это был первый в Москве частный театр, официальным названием которого было «Драматический театр А. А. Бренко в доме Малкиеля». Он просуществовал по 7 февраля 1882 года. В. А. Гиляровский писал об этом театре как о «крупнейшем факте театральной русской истории».
Имея большой авторитет в качестве музыкального критика, Левенсон являлся автором музыкальных фельетонов, которые публиковались в «Русских ведомостях» и вызывали интерес (особенно в конце 1870-х годов и до 1885 года). Эти фельетоны были изданы в виде двух томиков под заглавием: «В концертной зале» (М., 1880—1881), второе же их издание было значительно сокращено и озаглавлено «Из области музыки» (М., 1885). Свои произведения он подписывал как «Л—н, О».

### Афера и самоубийство
Получив от одного из своих клиентов, Хаджиконста, доверенность на ведение дел, Левенсон воспользовался этим: он подделал бумаги, чтобы заложить дом правообладателя. Когда об этом стало известно прокурорскому надзору, Левенсон отбыл в Париж, но затем возвратился в Россию, чтобы быть допрошенным в качестве обвиняемого по делу о подлоге доверенности. Последнюю, находившаяся в кредитном обществе, передали в суд, когда Хаджиконста послал запрос о её уничтожении. После завершения процедуры допроса Левенсона передали на поруки Малкиелю, а затем подрядчику Селуанову. Последний внёс за него залог в размере 150 тысяч рублей. Затем прокурорский надзор вынес решение об аресте Левенсона и вызвал его к судебному следователю для подписания постановления об его задержании. 
19 февраля 1892 года Левенсон подписал постановление и, несмотря на советы, отказался подать жалобу. Затем он, достав из кармана небольшой пузырёк в кожаном футляре с ядом, употребил в виде порошка. Несмотря на немедленно вызванных врачей, которым отравившийся сообщил об употреблении стрихнина, и их меры по его спасению, в том числе подкожные впрыскивания противоядия, спасти критика не удалось. Ему было 46 лет. Был похоронен в Новодевичьем монастыре. Могила не сохранилась.

## Творчество
Левенсон входил в число больших поклонников веймарской школы, выступал в поддержку оперной реформы Вагнера. В современной ему русской музыке он признавал Чайковского и Рубинштейна, игнорируя композиторов «Могучей кучки». Левенсон часто устраивал домашние концерты, где исполнялись квартеты, трио, в которых участвовал как пианист.
Отмечая общую начитанность Левенсона и его знакомство с иностранным музыковедением, в первую очередь немецким, русские критики сетовали на его зависимость от немецких критиков, мнению которых он уделял, с их точки зрения, неоправданно большое внимание.

## Семья
Женой Левенсона была русская и советская актриса и режиссёр Анна Алексеевна Бренко (1848—1934). Он, «чудный музыкант и артист по натуре», сделал ей предложение в 1865 году, когда приехал в Суздаль. Свадьба состоялась 9 июля того же года в Москве.

## Комментарии
1. ↑  Словарь Брокгауза и Ефрона и Еврейская энциклопедия Брокгауза и Ефрона ошибочно указывают, что он умер в 1893 году.